# Červená karkulka

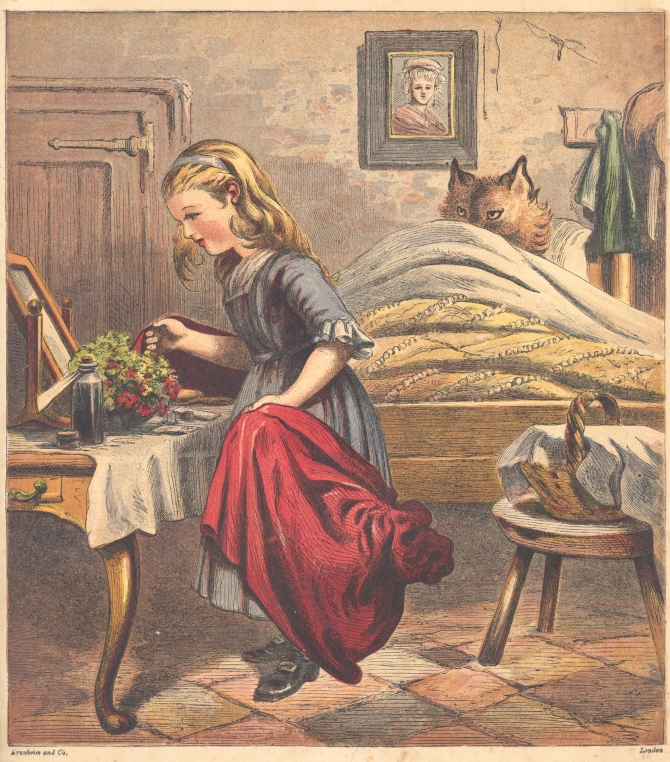
Červená Karkulka a vlk

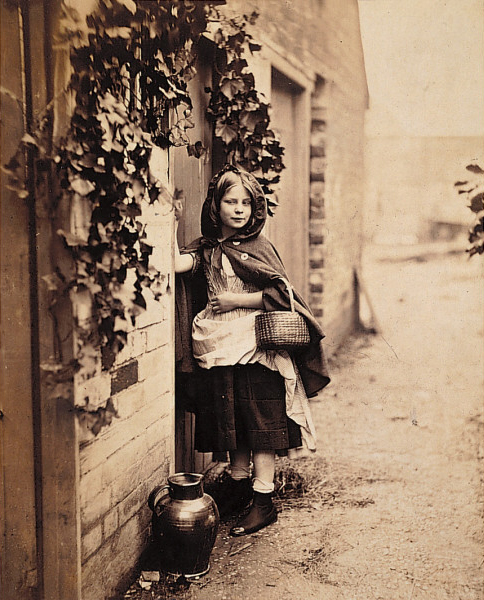
Henry Peach Robinson: Červená Karkulka dorazila ke dveřím své babičky, albuminový tisk, 23,3×18,7 cm, 1858

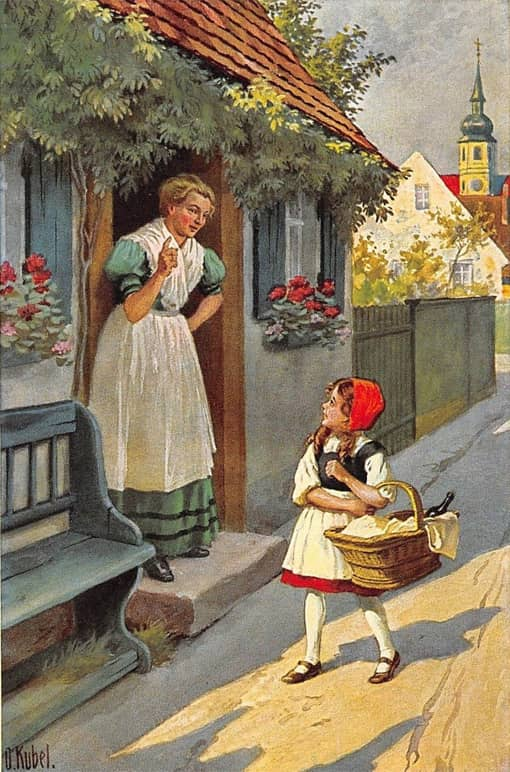
Ilustrace Otto Kubel, kolem roku 1930

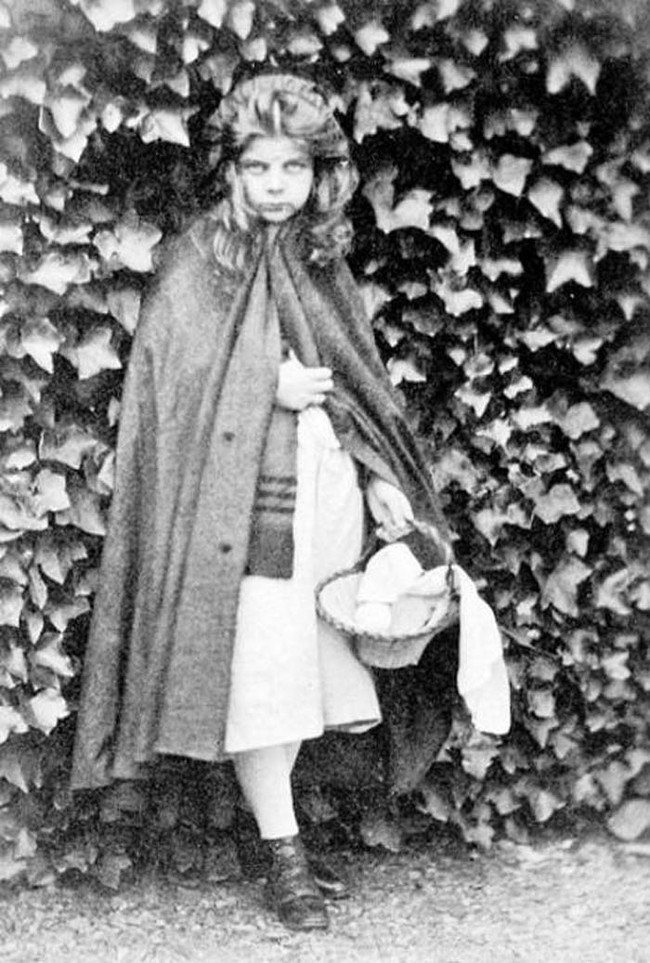
Lewis Carroll pořídil fotografii Červené Karkulky v roce 1857

Červená karkulka je pohádka o setkání dívky s vlkem. Tento příběh se během své historie velmi měnil a stal se předlohou pro značné množství moderních adaptací. Nejstarší psaná verze pochází z pera Charlese Perraulta, dnes asi nejrozšířenější verze je založena na zpracování bratří Grimmů.

## Původ výrazu a rozkolísanost českého pravopisu
Slovo karkulka pochází z latinského slova carracalla a znamená čepeček, čapku, či pokrývku hlavy.
Pravidla českého pravopisu tolerují podobu „Červená karkulka“ i  „Červená Karkulka“. Tolerování obou alternativ je mezi jiným zdůvodňováno tím, že mizí povědomí o původním významu slova karkulka. V roce 2013 konstatoval časopis Naše řeč, že pravopisná forma Karkulka převažuje nad formou karkulka. Pokud je dvouslovné spojení Červená karkulka nahrazeno jednoslovným, je třeba ho psát s velkým písmenem (Karkulka).

## Příběh a jeho historie
Příběh vypráví o dívce přezdívané Červená Karkulka, podle karkulky (karkule byla druh čepce), kterou stále nosí. V některých verzích jde o kapuci nebo kápi. Dívka jde lesem za svou babičkou, které nese něco k jídlu. Vlk chce dívku sežrat, ale bojí se to udělat přímo v lese (v některých verzích přihlížejí setkání dřevorubci). Dá se proto s dívkou do řeči a ta mu naivně prozradí, kam má namířeno. Navrhne jí tedy, aby nasbírala kytici květin, což udělá. Mezitím vlk přiběhne k domu babičky, předstírá, že je Karkulka a vloudí se dovnitř. Babičku sežere, oblékne se do jejích šatů a čeká na dívku. Když Karkulka přijde, sežere ji také. Poté přichází dřevorubec, rozřízne vlkovi břicho a babičku s Karkulkou, obě zcela v pořádku, zachrání. Poté naplní vlkovo břicho kameny, takže má vlk po probuzení těžké břicho a když se chce u studny napít, kameny ho převáží a on se utopí. Podle jiných verzí příběhu vlk babičku nesežere, ale zavře ji do komory, v některých je zase Karkulka zachráněna dřevorubcem ještě před sežráním.
Příběh vytváří jasný kontrast mezi bezpečným světem vesnice a nebezpečným temným lesem, což je pojetí v zásadě středověké, ačkoliv nejsou známé žádné tak staré verze. Zřejmý je také morální důraz – jak je důležité nesejít ze stezky.
Motiv vlka, který svou kořist spolkne, ale ta pak vyvázne z jeho břicha nezraněna, se objevuje také v ruském příběhu Petr a vlk a v dalším příběhu bratří Grimmů O vlku a sedmi kůzlátkách, v podstatě jde o téma staré nejméně jako Jonáš a velryba.

### Před Perraultem
Přestože nejsou známé žádné psané formy časově předcházející zpracování Charlese Perraulta, prameny příběhu je možné vystopovat v ústní lidové slovesnosti mnoha evropských států. Některé z nich stále existují a velmi se liší od všeobecně rozšířené verze inspirované Grimmovými. Příběh byl vyprávěn francouzskými rolníky už ve 14. století, podobně tak v Itálii, kde stále ještě existuje několik verzí, např. „La finta nonna“ (Falešná babička). Je také možné, že tato pohádka vychází z velmi podobných orientálních příběhů. Podle analýzy vývoje příběhu pochází příběh již ze starověku a evropská verze se oddělila asi před tisícem let.
Prvotní variace příběhu se od toho dnes známého odlišují v řadě znaků. Záporný hrdina není vždy vlk, ale někdy jde o obra („ogre“) nebo vlkodlaka, čímž se příběh dotýká tehdy pořádaných procesů s vlkodlaky (podobným procesům s čarodějnicemi). Vlk obvykle nechá dívku vypít babiččinu krev a sníst její maso, takže se Karkulka na vlastní babičce bezděčně dopustí kanibalismu. Existuje verze, kdy dívka ulehne k vlkovi do postele, prohlédne jeho přestrojení a snaží se utéct. Jako výmluvu „babičce“ použije, že se potřebuje vyprázdnit a opravdu by nechtěla přímo v posteli. Vlk neochotně souhlasí, ale přiváže ji na provaz, aby nemohla utéci. Dívka ale provázek uváže na něco jiného a uteče mu k řece, kde dospělé ženy perou prádlo. Karkulka uteče na druhý břeh a když se ji vlk snaží dostihnout, ženy ho utopí.

### Charles Perrault
Nejstarší známá tištěná verze jménem Le Petit Chaperon Rouge pramení z francouzského folklóru 17. století. Byla vydána v roce 1697 ve sbírce Pohádky matky Husy Charlese Perraulta. Tato verze byla daleko temnější a také daleko zřetelněji moralizující než ty pozdější. Perrault do příběhu vložil mimo jiné právě červenou čepičku, resp. kapuci, které mnohé z výkladů příběhu připisují symbolický význam.
V tomto příběhu prozradí půvabná a dobře vychovaná vesnická dívka vlkovi to, co potřebuje vědět, aby se dostal k domku její babičky a tu sežral, aniž by ho viděli dřevorubci pracující v nedalekém lese. Příběh pokračuje nastražením pasti na Červenou Karkulku, vlk ji sežere a tím příběh končí. Vlk je zde vítězem střetnutí a žádný happy end se nekoná.
Během osvícenství, Perraultovy doby, byly motivy pohádek silně upravovány a přizpůsobovány módnímu rokokovému stylu. Byly prezentovány spíše s ironickým odstupem a s násilně připojovanými moralitami. Tato verze je adaptací příběhu pro kulturu francouzských salónů konce 17. století, tedy pro úplně jiné posluchače než dříve, a stal se poučným příběhem, varujícím ženy před sbližováním s muži.

### Bratři Grimmové
V 19. století byly J. a V. Grimmům vyprávěny dvě různé německé verze; první Jeanette Hassenpflugovou (1791–1860) a druhá Marií Hassenpflugovou (1788–1856). Bratři z první verze vytvořili obsah příběhu a z druhé dodatek k němu. Příběh vyšel pod jménem Rotkäppchen v prvním vydání jejich sbírky Kinder- und Hausmärchen v roce 1812.
První část příběhu se natolik kryje s Perraultovou verzí, že z něj Grimmové téměř jistě čerpali. Konec je ale jiný – dívka a její babička jsou zachráněny lovcem; konec je identický se zakončením příběhu O vlku a sedmi kůzlátkách, který je zřejmě zdrojem.
V druhé části příběhu dívka a babička chytí a zabijí jiného vlka, využívají přitom zkušenosti z předchozího zápasu a předvídají jeho jednání. Dívka mluvila s vlkem, ale nedbala jeho rady a z pěšiny nesešla, naopak co nejrychleji běžela k babičce a společně se zamkly v domku. Vlk ale vylezl na střechu a čekal. Babička, která se obávala, že by si na Karkulku počíhal na zpáteční cestě, nechala dívku do necek před domem nanosit vodu z jitrnic. Vlk čenichal, nakláněl se, až spadl, a v neckách se utopil.
V pozdějších vydáních, kdy editaci pohádek přebral po Jacobovi bratr Wilhelm, prošla většina příběhů drobnými úpravami. Jednalo se především o sjednocení stylu, přidání přímé řeči a zjemnění temných motivů. V roce 1857 dosáhl příběh dnešní podoby. Podle této verze byl také pořízen český překlad.

## Adaptace
- Příběh byl vícekrát zfilmován jako hraný či animovaný film[4]
- Tři bratři (film, 2014) - česká filmová pohádka režiséra Jana Svěráka z roku 2014 podle dětských minioper Zdeňka Svěráka a Jaroslava Uhlíře [5]
- Volnou parafrází motivu je Karcoolka (Hoodwinked, 2005) - animovaná parodie ve stylu saturninovské Kanceláře pro uvádění románových příběhů na pravou míru, kde se postupným opakováním děje a jeho doplňováním z pohledu dalších postav ukazuje, že je vše úplně jinak.
- Motiv Červené Karkulky byl použit v televizním seriálu Once Upon a Time (u nás jako Bylo, nebylo), kdy se bere v potaz skutečnost, že Karkulka byla doopravdy vlk.

## Inspirace
- František Hrubín zpracoval téma v básni Karkulka do žertovné formy s dobrým koncem. Báseň existuje ve dvou verzích: kratší ve sbírce Říkejte si pohádky (poprvé vydal Melantrich, 1946)[6] a pozdější delši verzi, kde Karkulka navíc straší vlka tatínkem–myslivcem.[7]
- Postavou Červené Karkulky se inspiroval malíř a fotograf Anton Solomucha ve svých cyklech Červená karkulka na návštěvě Louvru a Červená karkulka na návštěvě Černobylu. Anton Solomucha metodou klasického umění a "ironickou alegorií" vytvořil díla ve stylu připomínající malby v Louvru a zároveň zobrazil morbidní scény černobylské katastrofy.
- Básník Jan Susa dosadil Červené Karkulky v knize Červené Karkulky (Amulet 2002) v ilustracích Miloše Nesvadby do různých světadílů a zemí a místo vlka použil místní predátory.[8]